# Вера Фармига
Вера Фармига (на английски: Vera Farmiga) е американска актриса.

## Биография
Вера Ан Фармига е родена на 6 август 1973 г. в Пасифик Каунти, Ню Джърси, САЩ. Има шестима братя и сестри, не говори английски до шестгодишна възраст. Получава строго католическо възпитание в семейството на Майкъл (Микола) и Любов (Люба) Фармига, които са украинци. Учи в украинско училище и дълго време е притеснително момиче с очила, което ходи на пиано.
Записват я и на уроци по танци, които усъвършенства докато изнася концерти с украински фолклорен състав. През 1991 завършва гимназия и иска да стане оптик, но променя решението си и се дипломира със специалност ”актьорско майсторство” в Сиракузкия университет. Започва професионалната си актьорска кариера на Бродуей през 1996 г. в пиесата „Taking Sides“.
Играе още в постановки на „Бурята“, „Стъклената менажерия“, „Хамлет“ и добре приетия извън Бродуей спектакъл „Second-Hand Smoke“ (1997). По същото време дебютира и в телевизията с „Roar“ (1997), в който участва и Хийт Леджър. На големия екран се появява на следващата година в ”Завръщане в рая” с Ан Хечи и Винс Вон. През 2000 г. се снима в „The Opportunists“ (2000) и заедно с Ричард Гиър и Уинона Райдър в тъжния „Есен в Ню Йорк“.
През 2004 играе майка, която се опитва да спаси живота и брака си, докато крие, че е наркоман в „Down to the Bone“ (2004). За превъплъщението си печели приза за главна роля на фестивала в Сънданс през 2004 г. Същата година играе дъщеря на Джон Войт в „Манджурския кандидат“ (2004), а през 2005 г. се превръща в луда в „Neverwas“ (2005). По това време се развежда с актьора Себастиан Роше, с когото се запознават по време на снимките на „Roar“ (1997).
През 2006 се снима в „Running Scared“ (2006) като съпруга на мафиотски бос, после става проститутка във „Взлом“ (2006) и лекар в „От другата страна“ (2006). През 2008 участва в „Момчето с раираната пижама“, затворническата драма „Nothing But the Truth“ (2008) и хоръра Orphan (2009). Омъжва се за музиканта Рен Хоуки. След „Високо в небето“ ще я чакаме в „Henry's Crime“ (2010) с Киану Рийвс и Джеймс Каан.

## Филмография
- 2000 – „Есен в Ню Йорк“ (Autumn in New York)
- 2001 – „15 минути“ (15 Minutes)
- 2002 – „Любов по време на пари“ (Love in the Time of Money)
- 2004 – „Вратите се затварят“ (Mind the Gap)
- 2004 – „Манджурският кандидат“ (The Manchurian Candidate)
- 2005 – „Минало незапочнато“ (Neverwas)
- 2006 – „От другата страна“ (The Departed)
- 2006 – „Бягащ до смърт“ (Running Scared)
- 2006 – „Взлом“ (Breaking and Entering)
- 2007 – „Джошуа“ (Joshua)
- 2008 – „Момчето с раираната пижама“ (The Boy in the Striped Pyjamas)
- 2009 – „Високо в небето“ (Up in the Air)
- 2009 – „Сираче (филм)“ (Orphan)
- 2011 – „Престъплението на Хенри“ (Henry's Crime)
- 2011 – „Първичен код“ (Source Code)
- 2012 – „Секретна квартира“ (Safe House)
- 2013 – „Заклинанието“ (The Conjuring)
- 2013 – „В „Мидълтън““ (At Middleton)
- 2013 – 2017 – „Мотел Бейтс“ (Bates Motel)
- 2014 – „Съдията“ (The Judge)
- 2016 – „Специални кореспонденти“ (Special Correspondents)
- 2016 – „Заклинанието 2“ (The Conjuring 2)
- 2018 – (Boundaries)